# Bruno Harprecht
Bruno Harprecht (* 22. Februar 1875 in Königsberg in der Neumark als Herrmann Leopold Brunow Harprecht; † 10. Juli 1948 in Berlin-Wilmersdorf) war ein deutscher Schauspieler, Theaterregisseur und Operettensänger (Tenor).

## Leben und Wirken

### Theater
Harprecht entstammte einer alten deutschen Theaterfamilie: Seine Urgroßmutter war die Sängerin Klara Vespermann, sein Großvater Eduard Harprecht war Oberregisseur am Meininger Hoftheater, der Großvater mütterlicherseits der Theaterdirektor Wilhelm Wagner (1819–1907). Harprechts jüngerer Bruder wählte ein Pseudonym und nannte sich Kurt Vespermann. Damit ist wiederum Gerd Vespermann Bruno Harprechts Neffe.
Unter diesen familiären Umständen war es für Harprecht leicht, frühzeitig den Weg auf die Theaterbretter zu finden, zumal Brunos Vater Robert Harprecht eine Tourneebühne leitete. 1892 debütierte dessen Sohn mit dem Sekretär in Goethes Egmont am Hoftheater in Neustrelitz; dort blieb Bruno bis 1896 Ensemblemitglied. Sein Fach in jungen Jahren wurde das des Bonvivants und jugendlichen Liebhabers. Bis er im Oktober 1899 nach Hamburg an das Carl-Schultze-Theater wechselte, spielte Bruno Harprecht an Bühnen in Görlitz und Nürnberg. In Hamburg gab er einen gefeierten Einstand als Paul Aubier in Der Opernball, woraufhin sich Harprecht dazu entschloss, es fortan auch als Operettensänger zu versuchen.
Harprechts nächste Bühnenstation führte ihn 1902 in das zaristische Riga, 1906 wechselte er nach Nürnberg, wo er nunmehr auch als Regisseur arbeiten konnte. 1911 kam er nach Wien, ein Jahr später erreichte Harprecht erstmals Berlin. In den Folgejahren (1913 bis 1921) wirkte er lange Zeit am Hoftheater in Darmstadt. Im Anschluss daran ging Bruno Harprecht für zehn Jahre an das Deutsche Schauspielhaus in Hamburg (1921 bis 1931). Weitere Theaterstationen waren das Deutsche Landestheater in Prag (1931–34), das Lobe-Theater in Breslau (1934/35), das Breslauer Schauspielhaus (1935 bis 1941), das Stadttheater des deutschbesetzten Straßburg (1941–43) sowie, bis zur von Joseph Goebbels verfügten Schließung aller deutschen Spielstätten (1944) zuletzt auch Berliner Spielstätten. Harprecht stand 1944 in der Gottbegnadeten-Liste des Reichsministeriums für Volksaufklärung und Propaganda.
Kurz nach Kriegsende konnte man den greisen Harprecht letztmals (1946) an Berlins Theater am Kurfürstendamm sehen.

### Film
Seine sporadischen Besuche in der Reichshauptstadt nutzte Bruno Harprecht auch zu gelegentlichen Auftritten vor die Filmkamera. 1919/20 wirkte er in einigen unbedeutenden Stummfilmen mit, 1937 konnte man ihn in zwei Tonfilmen sehen. In der Spätphase des Zweiten Weltkriegs wirkte Bruno Harprecht regelmäßiger in Kinofilmen mit und verkörperte zumeist gravitätische Charaktere, vom Direktor bis zum König.

### Privates
Harprecht war in erster Ehe seit 1909 mit Helene Marie Amalie Komtesse Ségur und in zweiter Ehe seit 1915 mit der Schauspielerin Elisabeth Horn verheiratet. Beide Ehen endeten in Scheidung. Sein Rohn Robert Harprecht (1908–1945) war ebenfalls Schauspieler.

## Filmografie
- 1919: Liebe
- 1919: Die Siebzehnjährigen
- 1920: Das Medium
- 1934: Eine Siebzehnjährige
- 1937: Ein Volksfeind
- 1937: Streit um den Knaben Jo
- 1942: Rembrandt
- 1943: Träumerei
- 1944/48: Das kleine Hofkonzert
- 1944/52: Das Mädchen Juanita
- 1945: Shiva und die Galgenblume (unvollendet)